# Alfredo Belusi
Alfredo Belusi (* 10. Januar 1925 in Los Quirquinchos; † 1. Januar 2001 in Buenos Aires) war ein argentinischer Tangosänger.

## Leben und Wirken
Belusi debütierte siebzehnjährig in Rosario mit dem von Leónidas Montero geleiteten Cuarteto Los Ases. 1945 wechselte er zum Orchester von Raúl Bianchi. Er tourte mehrere Jahre durch Argentinien und schloss sich 1953 José Salas Orchester an, mit dem mehrere Aufnahmen entstanden. Einige Zeit trat er in Rosario im Dancing Paradise mit Francisco Planos Gruppe auf.
1956 engagierte ihn José Basso als zweiten Sänger neben Floreal Ruiz. Er trat im Juni des Jahres bei Radio Belgrano auf und nahm den Tango De puro curda von Carlos Olmedo und Abel Aznar auf. 1960 engagierte ihn Osvaldo Pugliese. Mit diesem nahm er 17 Titel auf, sechs davon mit Jorge Maciel, dem zweiten Sänger von Puglieses Orchester. Als herausragend wird die Aufnahme des Tangos Bronca von Edmundo Rivero und Mario Battistella genannt. 
Im Jahr 1964 kehrte Belusi zu Basso zurück. Sein Partner als Sänger war nun zunächst Héctor De Rosas und später Carlos Rossi. Er unternahm mit Basso eine Japantournee und trat in zahlreichen Shows auf. 1967 nahm er den Tango Se tiran conmigo von Ángel Díaz und Luis Díaz auf. 1969 trat er im Caño 14 mit einem von Héctor Stamponi geleiteten Quartett auf. Während eines Aufenthaltes in Mar de Plata teilte er die Bühne mit Aníbal Troilo und Roberto Goyeneche. 1979 unternahm er eine Tournee durch die USA. In späteren Jahren nahm er mehrere LPs als Solist auf. Seine Begleiter waren u. a. Osvaldo Requena und Jorge Dragone. 1999 wurde er neben Alberto Podestá, Juan Carlos Godoy und Jorge Valdez vom Senado de la Nación Argentina für seine Verdienste ausgezeichnet. Nach einer Operation wegen einer Gehirnthrombose im November 2000 starb er am 1. Januar 2001, ohne das Bewusstsein wiedererlangt zu haben.